# Rochefort-Montagne

Rochefort-Montagne este o comună în departamentul Puy-de-Dôme, Franța. În 1 ianuarie 2022 avea o populație de 846 de locuitori.